# محمدعلی رشتی
محمدعلی رشتی(١٢٩٧-نامعلوم) سیاست‌مدار ایرانی بود، که در،  دوره بیست و سوم ،  دوره بیست و دوم  و  دوره بیست و یکم   بعنوان نماینده یزد در مجلس شورای ملی حضور داشت.

## زندگی‌نامه
دکتر محمدعلى رشتى فرزند رضا در سال ١٢٩٧ در ‌یزد به دنیا آمد. تحصیلات ابتدایى را در یزد و تحصیلات متوسطه را در اصفهان به پایان رساند و وارد کالج انگلیسى شبانه‌روزى آن شهر شد. تحصیلات دانشگاهى را در رشته علوم سیاسى تا اخذ درجه لیسانس طى کرد، آنگاه براى تکمیل به آمریکا سفر نمود و پس از طى دوره فوق لیسانس رشته حقوق بین‌الملل و علوم سیاسى، از مدرسه تحقیقات علوم اجتماعى نیویورک در رشته علوم سیاسى و حقوق دکترا گرفت. پس از بازگشت به ایران در سازمان برنامه مشغول کار گردید. وی یک سال قائم مقام شرکت معاملات خارجى و سپس معاون امور ادارى سازمان برنامه شد. او پس از ازداواج با زنی آمریکایی به نام «جولیا کازا» به مدت ده سال در دایره انتشارات و رادیو سازمان ملل متحد انجام وظیفه کرد و به مدت دو سال نماینده سازمان ملل متحد در هندوستان بود و مدتی در رادیو صدای آمریکا به سمت گویندگی اشتغال داشت. رشتى یک سال سردبیر روزنامه انگلیسى اطلاعات تهران ژورنال بود. وی علاوه بر تدریس در دانشگاه ملى، معاونت امور ادارى و ریاست اداره طلاعات سازمان ملل متحد را نیز در اختیار داشت. دکتر محمدعلی رشتی در امور تجاری نیز فعالیت داشت و با نادر صالح از فعالان جبهه ملى، شرکتى در خیابان پهلوى دایر و به امور تجارى مشغول بود. وی در کارنامه خود نمایندگى مجلس شورای ملی از شهر یزد در دوره‌های بیست و یکم، بیست و دوم و بیست سوم را دارد. 
دکتر باقر عاقلی درباره رشتی چنین نوشته است:
پس از بازگشت به ایران وارد سازمان برنامه شد و پس از مدت کوتاهی شغل مدیریت گرفت. روایط عمومی و تبلیغات سازمان برنامه را عهده‌دار گردید. در همان ایام عده‌ای از تحصیل‌کرده‌های آمریکا و اروپا اجتماعی به نام «کانون ترقی» تشکیل دادند که کارگردان آن حسنعلی منصور بود. دکتر رشتی هم در آن کانون از افراد متنفذ و مؤثر بود. در انتخابات دوره بیست و یکم مجلس شورای ملی که به طریقی خاص انجام گرفت، کانون مترقی کرسی‌های زیادی را به اعضای کانون اختصاص داد و از جمله دکتر محمدعلی رشتی از طرف کنگره آزاد زنان و آزاد مردان کاندیدای مجلس شورای ملی از یزد شد. سرانجام پس از پایان انتخابات، دکتر رشتی به مجلس راه یافت و مجلس به اکثریت و اقلیت تقسیم شد. اعضای حزب مردم اقلیت مجلس را تشکیل دادند و حسنعلی منصور هم لیدر اکثریت شد و حزب ایران نوین را طراحی کرد. این حزب نیاز به روزنامه‌ای داشت که ارگان حزب مزبور باشد و از این رو امتیاز روزنامه‌ای به نام «ندای ایران نوین» به مدیر مسئولی و صاحب امتیازی دکتر رشتی از طرف وزارت فرهنگ صادر شد که به طور یومیه منتشر شود. این روزنامه تا سال ١٣۵٣ که حزب رستاخیز ایران جانشین حزب ایران نوین و حزب مردم و سایر احزاب گردید، مرتباً منتشر می‌شد ولی دکتر رشتی نقشی در آن نداشت و روزنامه توسط کمیسیون انتشارات و تبلیغات حزب اداره می‌شد. دکتر رشتی در ادوار بیست و دوم و بیست و سوم مجلس شورای ملی کماکان از یزد نماینده‌ی مجلس شد و هیچ‌گونه سر و صدایی در مجلس نداشت. 